# Carex pensylvanica
Carex pensylvanica es una especie de plantas de la familia Poaceae. En bosques de Míchigan (EE. UU.) puede llegar tener una biomasa de 1660 kg por hectárea.